# Lü Bu

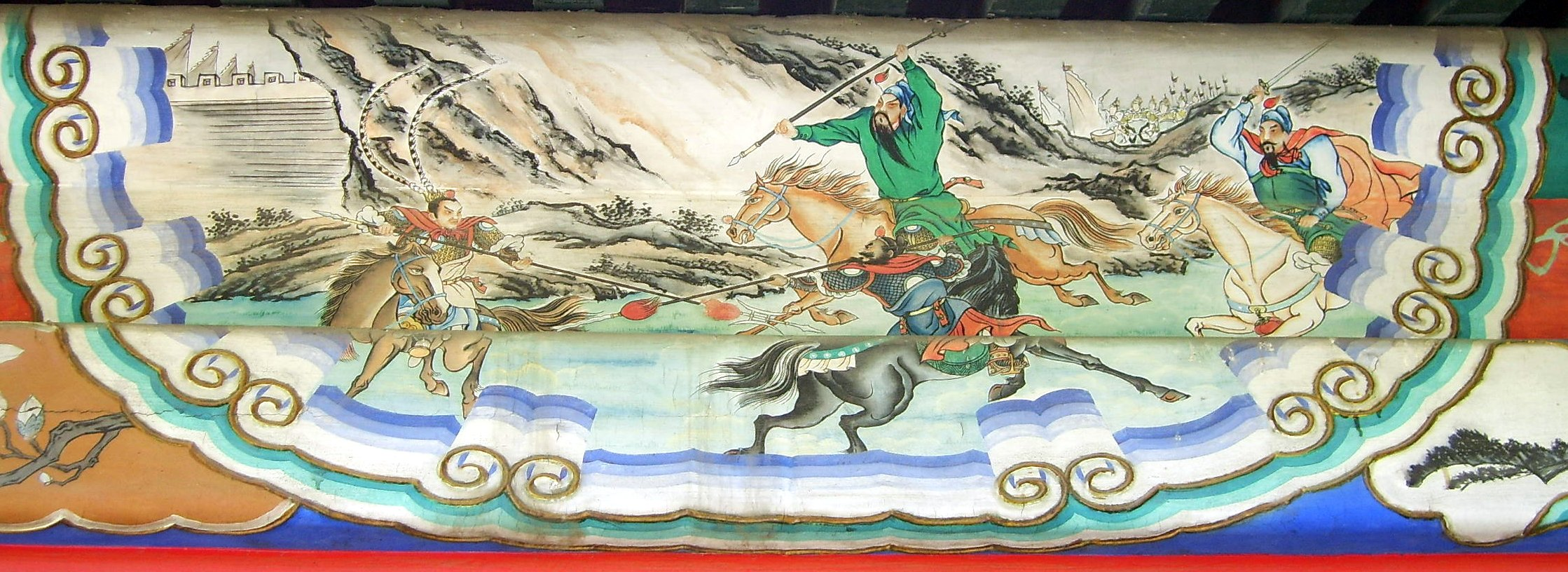
Lü Bu, som avbildad på en gammal byggnad i Peking

Lü Bu (kinesiska: 布吕), född 155 i Wuyuan, dagens Inre Mongoliet, Kina, död 7 februari 199 stilnamn Fengxian, var en berömd general i slutet av Östra Handynastin och under den därpå följande perioden De tre kungadömena. 
Enligt Krönika över de tre kungadömena var Lü expert på ridning, bågskytte och närstrid och kallades "den flygande generalen". Sina militära talanger till trots är han idag främst ihågkommen för sin opålitlighet (han dödade två av sina egna ledare, tillika fosterfäder), något som gjorde att general Cao Cao slutligen lät avrätta honom den 7 februari 199.